# John Woollam

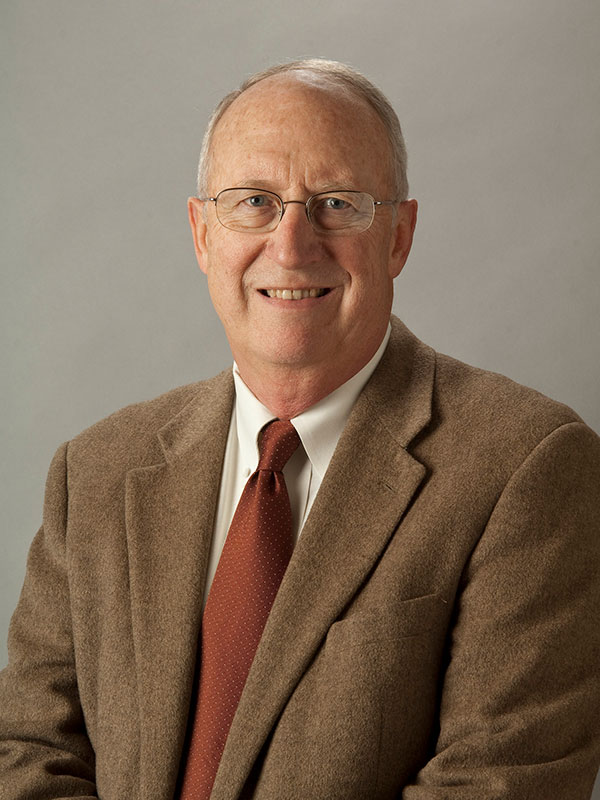
John Woollam, 2014

John Arthur Woollam (* 10. August 1939 in Kalamazoo, Michigan) ist ein US-amerikanischer Physiker und Elektroingenieur.

## Studium und Karrierestart
J. A. Woollam war Sohn von Arthur Woollam, einem Unternehmer für Wasserpumpen aus Kalamazoo, Michigan.
Er studierte Liberal Arts (Geisteswissenschaften) am Kenyon College (Gambier, Ohio), wo er 1961 einen Abschluss als Bachelor of Arts machte. Danach folgte ein Masterstudium in Physik  (Abschluss: Master of Science, 1963) an der Michigan State University, wo er bis 1967 Doktorand im Bereich der Festkörperphysik war (Dissertation, 1967).
Nach seiner Promotion arbeitet Woollam 13 Jahre lang  bei der National Aeronautics and Space Administration (NASA) im Bereich der Kryophysik und Supraleitung, dort beschäftigte er sich neben anderen Projekten mit der Entwicklung fortschrittlicher Stromversorgungs- und Antriebssystemen. Parallel dazu machte er einen weiteren Masterabschluss in Electrical Engineering (Elektrotechnik) an der Case Western Reserve University (Cleveland, Ohio).
Als die NASA begannen ihre Forschungsarbeiten im Bereich der Supraleitung zu reduzieren, suchte Woollam nach einer Beschäftigung in anderen Bereichen. Aus diesem Grund nahm er eine angebotene Stelle auf der Wright-Patterson Air Force Base nicht an und ging stattdessen 1979 an die University of Nebraska-Lincoln (UNL). Dort wurde er George Holmes Distinguished Professor an der Fakultät Elektrotechnik und übernahm Woollam die Leitung des Ellipsometrie-Programms; die UNL war schon damals eine der führenden Einrichtungen im Bereich der Ellipsometrie. Im Rahmen dieses Programms beschäftigte er sich mit der Untersuchung neuer Halbleiter-Materialien für Hochfrequenzanwendungen, beispielsweise Galliumarsenid oder Aluminiumgalliumarsenid.
1985 wurde er Fellow der American Physical Society.

## Gründung der J.A. Woollam Co., Inc.
Die langen Messzeiten – die Messung für eine einzelne Wellenlänge dauerte ca. 20 Minuten – frustrierten Woollam und veranlassten ihn den Messvorgang zu automatisieren.
Bereits 1987 gründete Woollam eine Spin-off-Firma, J.A. Woollam Co., Inc. Er warb zwei junge Absolventen an, um einen ersten kommerziellen Prototyp des Instruments zu entwickeln. Das neue Messinstrument war soviel schneller bei der Erhebung von Messdaten, dass Samuel Alterovitz, ein ehemaliger Kollege bei der NASA ein ähnliches System haben wollte. Das Unternehmen gewann eine Ausschreibung und schlossen 1988 die Entwicklung einer verbesserten Version des Instruments ab. Nach der Fertigstellung eines zweiten Ellipsometers für das Army Research Laboratory–Watertown (MA) im Juni 1989, war die Datenerhebung und -verarbeitungsgeschwindigkeit der Geräte, dass Woollam sich zuversichtlich genug fühlte, um es auf Handelsausstellungen vorzustellen. Die ersten Abschüsse halfen beim Start einer neuen Firma, die Woollam in den ersten Jahren dennoch aus eigenen Mitteln unterstützen musste. In den folgenden Jahren entwickelte sich die Firma zu einem der weltweit führenden Anbieter von spektroskopischen Ellipsometern.